# Міжнародні відносини НАТО

Мапа НАТО у Європі
Члени НАТО
План дій щодо членства в НАТО
Партнерство із розширеними можливостями
Індивідуальний партнерський план
Партнерство заради миру

НАТО (Організація Північноатлантичного договору) підтримує відносини з багатьма країнами, що не є її членами. НАТО здійснює низку програм, що забезпечують базу для партнерства між нею та іншими країнами. До таких програм належать Рада євроатлантичного партнерства та Партнерство заради миру.

## Європа
Чотири країни-члени Європейського союзу заявили про своє неприєднання до військових альянсів, відповідно вони не є членами НАТО, а саме: Австрія, Ірландія, Кіпр і Мальта. Швейцарія, яку оточують країни ЄС, також підтримує свій нейтралітет, залишаючись позаблоковою.

### Азербайджан
Спочатку Азербайджан був лише країною, що отримувала від НАТО допомогу, утім згодом країна почала робити внесок до розширення та зміцнення позицій Альянсу в регіоні. У серпні 2009 низка офіційних посадовців у штаб-квартирі НАТО у Брюсселі поставили питання щодо вступу Азербайджану до блоку. Туреччина, Румунія, Італія, Польща, Велика Британія та країни Балтії підтримали швидкий варіант набуття членства Азербайджаном. Наразі азербайджанська сторона висловлює сподівання на зміцнення відносин із НАТО, особливо у галузі безпеки (в тому числі енергетичної), боротьби із тероризмом, мафією та кібернетичними загрозами. Для цього в країні проводяться реформи у галузі оборони, а також у досягненні більшої гнучкості в умовах партнерства.

### Вірменія
Вірменія підписала програму Партнерство заради миру, а також індивідуальний план дій щодо членства в НАТО, проте ця країна навряд чи найближчим часом вступить до блоку, оскільки її політика тяжіє до Росії й вона залишається членом СНД. Окрім того Вірменія відмовилась від участі у міжнародних навчаннях, що пройшли у Грузії 8 травня 2009 року, через заяву генерального секретаря НАТО щодо більшої імовірності вступу до Альянсу Азербайджану. В індивідуальному плані дій партнерства намічено широку дорожню карту для реформ.
НАТО й Вірменія розвивають співробітництво у галузі демократичних та інституційних реформ, реформи галузі оборони. Окрім того провадиться спільна робота з інших численних напрямків, у тому числі й участь у миротворчих операціях.

### Кіпр
Кіпр є єдиним членом Європейського Союзу, який не є членом ані НАТО, ані програми Партнерство заради миру. У лютому 2011 року парламент Кіпру проголосував за приєднання країни до програми, проте президент Деметріс Крістофіас наклав на постанову вето, оскільки, на його думку, таке рішення завадило б його спробам вести перемовини щодо завершення національних суперечок із так званою Турецькою Республікою Північного Кіпру, а також демілітаризації острова. Туреччина, повноправний член НАТО, очевидно ветуватиме будь-які спроби допомоги у розв'язанні міжнаціонального конфлікту з боку Альянсу.
Утім переможець президентських виборів 2013 року Нікос Анастасіадіс заявив, що має намір подати заявку на вступ до програми Партнерство заради миру одразу після вступу на посаду президента країни. На його думку членство у програмі дозволить Кіпру зробити внесок до загальної зовнішньої політики та політики безпеки Європейського Союзу та НАТО, враховуючи геополітичну роль, яку країна може відігравати в регіоні.

### Косово
Косово подали заявку щодо вступу до програми Партнерство заради миру у липні 2012 року, незважаючи на відсутність міжнародного визнання як незалежної держави. Те, що чотири держави-члени НАТО не визнали Косово, може завадити вступові цієї країни до програми.

### Молдова

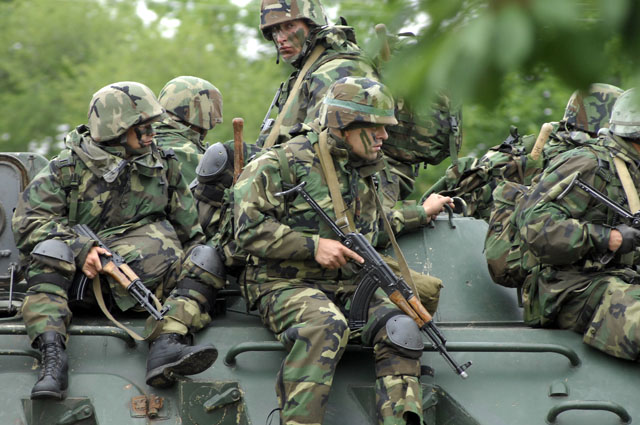
Молдовські солдати беруть участь у навчаннях Peace Shield 2011 у Булбоці спільно з американськими й натівськими експертами

Молдова нині не має планів щодо приєднання до НАТО. Утім ця країна бере участь у програмі Партнерство заради миру, а також в індивідуальному партнерському плані.
Наразі Молдова має нерозв'язаний конфлікт у Придністров'ї.
2014 року Молдова вперше взяла участь у саміті Північноатлантичного альянсу, що заплановано на початок вересня. Саміт відбувся у Південному Вельсі. Окрім того упродовж 2014 року Молдова брала активну участь у миротворчих місіях НАТО, зокрема відрядила свій національний контингент до Косова. Також НАТО має намір відкрити постійне представництво у Молдові. Відповідний запит було зроблено Кишинівською владою за прикладом Києва і Тбілісі.

### Росія
Співпраця між Росією та НАТО почалась 1991 року. 1994 Росія вступила до програми Партнерство заради миру. 2002 року було створено Раду Росія-НАТО з метою розробки спільних проєктів з питань безпеки.
Наразі стосунки між НАТО та Росією є досить прохолодними та напруженими. Це, передусім, пов'язано із війною в Україні.

### Сербія
Під час саміту Нато 2006 року у Ризі Сербія приєдналась до програми Партнерство заради миру.
Хоча сучасні пріоритети Сербії не включають членства в НАТО, Альянс запропонував їй вступити до програми інтенсивного діалогу, коли країна буде до цього готовою.

### Україна
9 липня 1997 року було підписано Хартію про особливе партнерство між Україною та НАТО, яка є основоположним документом, що визначає характер їх відносин. 2010 року Україна законодавчо визначила свій намір продовжувати конструктивне партнерство з Альянсом. У свою чергу НАТО під час Лісабонського та Чиказького самітів (2010 та 2012 роки відповідно) підтвердила готовність до подальшого розвитку партнерства з Україною. Нато підтримує низку ініціатив в Україні, яка натомість бере участь у місіях НАТО в Афганістані та Косові. Окрім того, 2013 року Україна стала першою країною-партнером, яка долучилась до боротьби з піратами у межах операції «Океанський щит»
Співпраця між Україною та Північноатлантичним альянсом посилилась в результаті військової інтервенції Росії у Криму. Так неухильну підтримку Україні було підтверджено під час засідань, що проводились на рівні міністрів оборони та закордонних справ країн-членів НАТО, навесні 2014 року.

## Глобалізація
Окрім співпраці з європейськими країнами, НАТО має багато планів та ініціатив стосовно інших країн у всьому світі.

### Австралія
НАТО й Австралія здійснюють співробітництво у різних напрямках, зокрема у галузі боротьби з тероризмом. Австралійські сили беруть активну участь у міжнародних навчаннях НАТО. Австралія також має офіційного представника у Брюсселі. Окрім того між НАТО й Австралією укладено угоду про спільний захист секретної інформації.

### Індія
У вересні 2011 альянс запропонував Індії стати партнером у галузі протиракетної оборони.
Посол НАТО у США Іво Даалдер висловив думку, що Індія має відійти від своїх позаблокових принципів і приєднатись до Альянсу.

### Колумбія
Колумбія є близьким стратегічним партнером країн-учасниць НАТО США та Іспанії. У березні 2011 року Колумбія віддала свій голос на підтримку Резолюції Ради Безпеки ООН 1973, що офіційно дозволила проведення військової операції НАТО під час громадянської війни у Лівії. У квітні 2012 Колумбію було внесено до документу ATP-56(B), що надало їй статус асоційованого члена, натомість Колумбія відкрила свій повітряний простір для перевезення пального транспортними літаками країн-членів НАТО.
4 червня 2013 року колумбійський президент Хуан Мануель Сантос оголосив, що країна підпише з НАТО угоду про асоціацію, що надасть надію на подальше приєднання Колумбії до Північноатлантичного альянсу.

### Монголія
Співробітництво Монголії з НАТО почалось 2003 року, коли ця країна вперше відрядила свій національний контингент для участі у підготовці афганістанської армії. Понад 1000 солдатів брали участь в операції НАТО в Іраку, також національний контингент брав участь у миротворчій операції у Косові.
29 березня 2012 року Міністерство закордонних справ Монголії заявило, що країна розвиватиме співробітництво з НАТО у межах нещодавно затвердженої програми партнерства. Таке партнерство мало спрямовуватись на посилення взаєморозуміння шляхом консультацій і співробітництва у галузях демократичних процесів, захисту прав людини, міжнародної безпеки тощо.
20 травня 2012 року Монголія вперше взяла участь у саміті НАТО, що відбувся у Чикаго. Там країна виступала як учасник програми індивідуального співробітництва й кооперації. Це означало ще один крок у зближенні Монголії з Альянсом.

### Пакистан

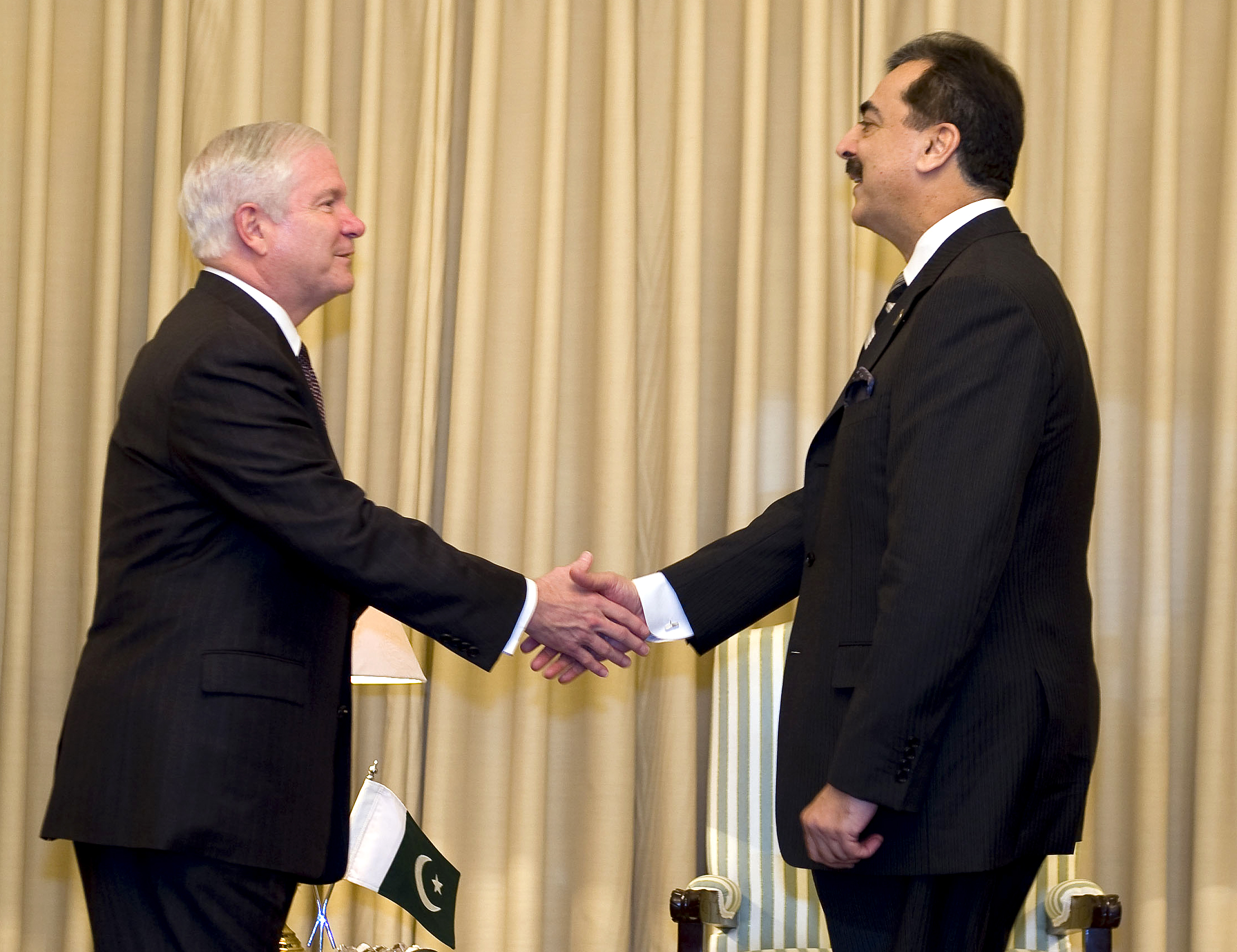
Секретар оборони США Роберт Гейтс (ліворуч) тисне руку прем'єр-міністрові Пакистану Юсуфу Резі Гілані

Після допомоги Північноатлантичного альянсу у подоланні наслідків потужного землетрусу в Пакистані, що стався 2005 року, ця країна поглибила своє співробітництво з Альянсом. Такий діалог між двома країнами передусім спрямовано на забезпеченні безпеки та стабільності в Афганістані.

### Японія
Співробітництво між Японією та НАТО почалось 1990 року, країна стала одним із перших «партнерів крізь земну кулю». Японія поглибила співпрацю з Північноатлантичним альянсом, підписавши у квітні 2013 року відповідну політичну декларацію, а у травні 2014 була підписана угода про спільну боротьбу з тероризмом і піратством. Окрім того країна брала участь у спільних діях у складі миротворчих контингентів в Афганістані та на Балканах